# Wace

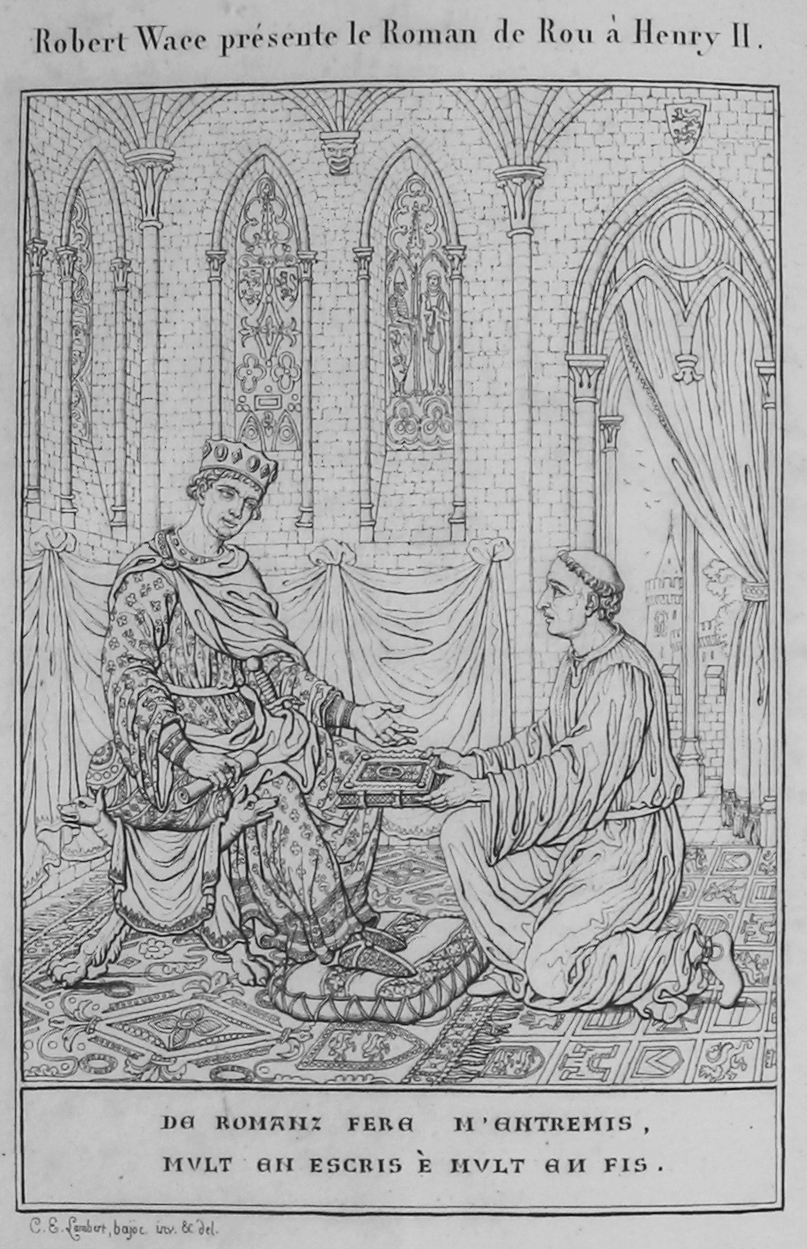
Wace biedt zijn Roman de Rou aan aan Hendrik II

Wace (ook wel Robert Wace, ± 1100 - ± 1175, hoewel verschillende bronnen enigszins afwijkende data vermelden) was een Normandisch dichter, afkomstig van Jersey. Hij ontving zijn scholing in Caen en werd door Hendrik II benoemd tot kanunnik van Bayeux.
Zijn eerste belangrijke werk was Le Roman de Brut, dat hij opdroeg aan Eleonora van Aquitanië.
Het is een literaire geschiedenis van Engeland, geschreven in het Normandisch, en omvat 14.866 versregels. Het werk was gebaseerd op de Historia regum Britanniae van Geoffrey van Monmouth.
Wace voegde enkele zelfbedachte elementen aan het verhaal toe. In het gedeelte over koning Arthur introduceerde hij de beroemd geworden Ronde Tafel en de naam Excalibur voor Arthurs zwaard.
Een later werk van Wace was de Roman de Rou, een geschiedenis van de hertogen van Normandië. Hij schreef dit waarschijnlijk in opdracht van Hendrik II. Een groot deel van het werk gaat over Willem de Veroveraar en de Normandische verovering van Engeland. Het werk eindigt met de slag bij Tinchebrai in 1106.
Wace wordt ook wel Robert Wace genoemd, maar hiervoor is weinig bewijs. Waarschijnlijk had hij maar een naam. Hij was trots op zijn titel Maistre (meester) en staat daarom ook wel bekend als 'Maistre Wace'.